# Ventärnen (naturreservat)
Ventärnen är ett naturreservat i Askersunds kommun i Örebro län.
Området är naturskyddat sedan 2009 och är 27 hektar stort. Reservatet omfattar sjön Ventärnen, en bäck och vårmarker med sumpskogar däromkring. 